# Tadeusz Zwierzchowski
Tadeusz Zwierzchowski (ur. 20 marca 1921 w Skierniewicach, zm. 15 lutego 2008 tamże) – polski działacz lokalny związany ze Skierniewicami, wieloletni radny i przewodniczący Miejskiej Rady Narodowej w Skierniewicach. 

## Życiorys
Urodził się w Skierniewicach w rodzinie rzemieślniczej od wielu pokoleń związanej z miastem. Ukończył Gimnazjum im. Bolesława Prusa w Skierniewicach. Po zakończeniu okupacji pracował we własnym gospodarstwie rolnym i zakładzie rzemieślniczym, następnie zaś w zakładach mięsnych w Warszawie i skierniewickim "Społem". Od 1975 był wiceprezesem Oddziału Wojewódzkiego PSS "Społem" w Żyrardowie. W latach 80. kierował skierniewickim "Transbudem".
Od 1938 był działaczem skierniewickiej Ochotniczej Straży Pożarnej, od 1959 do 2000 jej prezesem. W 1971 doprowadził do reaktywacji Towarzystwa Przyjaciół Skierniewic. Był inicjatorem powołania Izby Historii Skierniewic oraz odnowy cmentarzy św. Rocha i żydowskiego, a także upamiętnienia miejsca, w którym znajdował się cmentarz ewangelicki w Skierniewicach. 
Był działaczem sportowym – przewodniczył Komisji Rewizyjnej Polskiego Związku Piłki Nożnej oraz działaczem Okręgowego Związku Piłki Nożnej w Skierniewicach. Przez ponad trzy dekady zasiadał w Miejskiej Radzie Narodowej, będąc przez 6 lat jej przewodniczącym. 
Odznaczony Krzyżem Virtuti Militari, Krzyżem Kawalerskim i Komandorskim Orderu Odrodzenia Polski, Krzyżem AK oraz Krzyżem Partyzanckim. W 1997 przyznano mu tytuł zasłużonego dla miasta Skierniewice.